# خواكين إيبانيز (لاعب كرة قدم)
خواكين إيبانيز (بالإسبانية: Joaquín Ibáñez)‏ هو لاعب كرة قدم أرجنتيني، ولد في 18 يوليو 1995 في سان مارتن في الأرجنتين. لعب مع تشاكاريتا جيونيورز.

## وصلات خارجية
- خواكين إيبانيز على موقع قاعدة بيانات كرة القدم.إي يو (الإنجليزية)
- خواكين إيبانيز على موقع Soccerway.com (الإنجليزية)